# Университет Атабаски
Университет Атабаски (англ. Athabasca University) расположен в городе Атабаска провинции Альберта, Канада.
Крупнейший университет дистанционного обучения, в котором занимается более 37 тысяч студентов. Студенты университета представляют все провинции и территории Канады, а также 84 страны мира.

## История
Университет был образован правительством Альберты 25 июня 1970 года как традиционный университет с кампусом, однако уже в 1972 году был запущен пилотный проект открытого университета с дистанционным обучением. В 1978 году университет Атабаски стал четвертым университетом провинции, перешедшем на самоуправление.
До 1984 года университет был расположен в Эдмонтоне. В соответствии с политикой децентрализации провинции, проводимой в то время, университет переехал в Атабаску в 145 км в северу от Эдмонтона. К тому же старый университетский городок уже был тесен для учебного заведения. Вместе с переездом были образованы университетские кампусы в Калгари, Эдмонтоне и Форт-Мак-Марри. Последний был закрыт в 2000 году.
В 1980-х годах университет стал разрабатывать программу дистанционного получения МБА и стал первым учебным заведением, запустившим подобную программу. В 1994 году в университете Атабаски был открыт центр инновационного управления.

## Структура

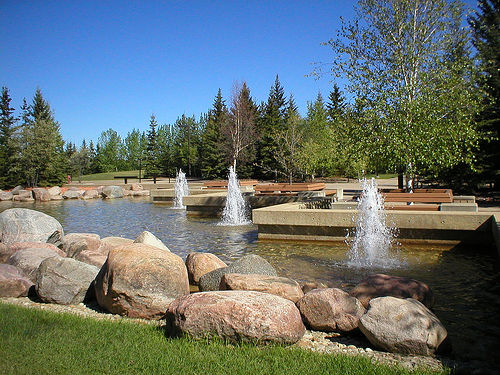
Университетский городок.

1 сентября 2009 года университет Атабаски поменял академическую структуру. Были созданы новые факультеты, на базе которых работают различные центры. Факультет бизнеса представляет собой ряд курсов и программ для бакалавриата, а также центр инновационного управления с программами МБА. Факультет здоровья представляет центр медсестринского дела и здоровья для бакалавриата, а также центр прикладной психологии для получения второго образования. Факультет гуманитарных и социальных наук представляет центры языка и литературы, психологии, глобального и социального анализа и ряд других. Факультет науки и технологии представляет центр науки и математики, а также школу вычислительных и информационных систем.

## Центр инновационного управления
Центр, образованный в 1994 году, расположен в населённом пункте Сент-Альберт. Центр предоставляет возможность получить дистанционно диплом мастера или доктора бизнес-администрирования. Это первый центр дистанционного образования такого рода в мире. Центр неоднократно попадал в списки топ-центров.